# El Popote
El Popote är en ort i Mexiko.   Den ligger i kommunen Mezquitic och delstaten Jalisco, i den centrala delen av landet, 600 km nordväst om huvudstaden Mexico City. El Popote ligger 1 857 meter över havet och antalet invånare är 288.
Terrängen runt El Popote är kuperad åt sydost, men åt nordväst är den bergig. Runt El Popote är det mycket glesbefolkat, med 4 invånare per kvadratkilometer. Närmaste större samhälle är Tuxpan de Bolaños, 16,7 km öster om El Popote. I omgivningarna runt El Popote växer huvudsakligen savannskog.